# Politie

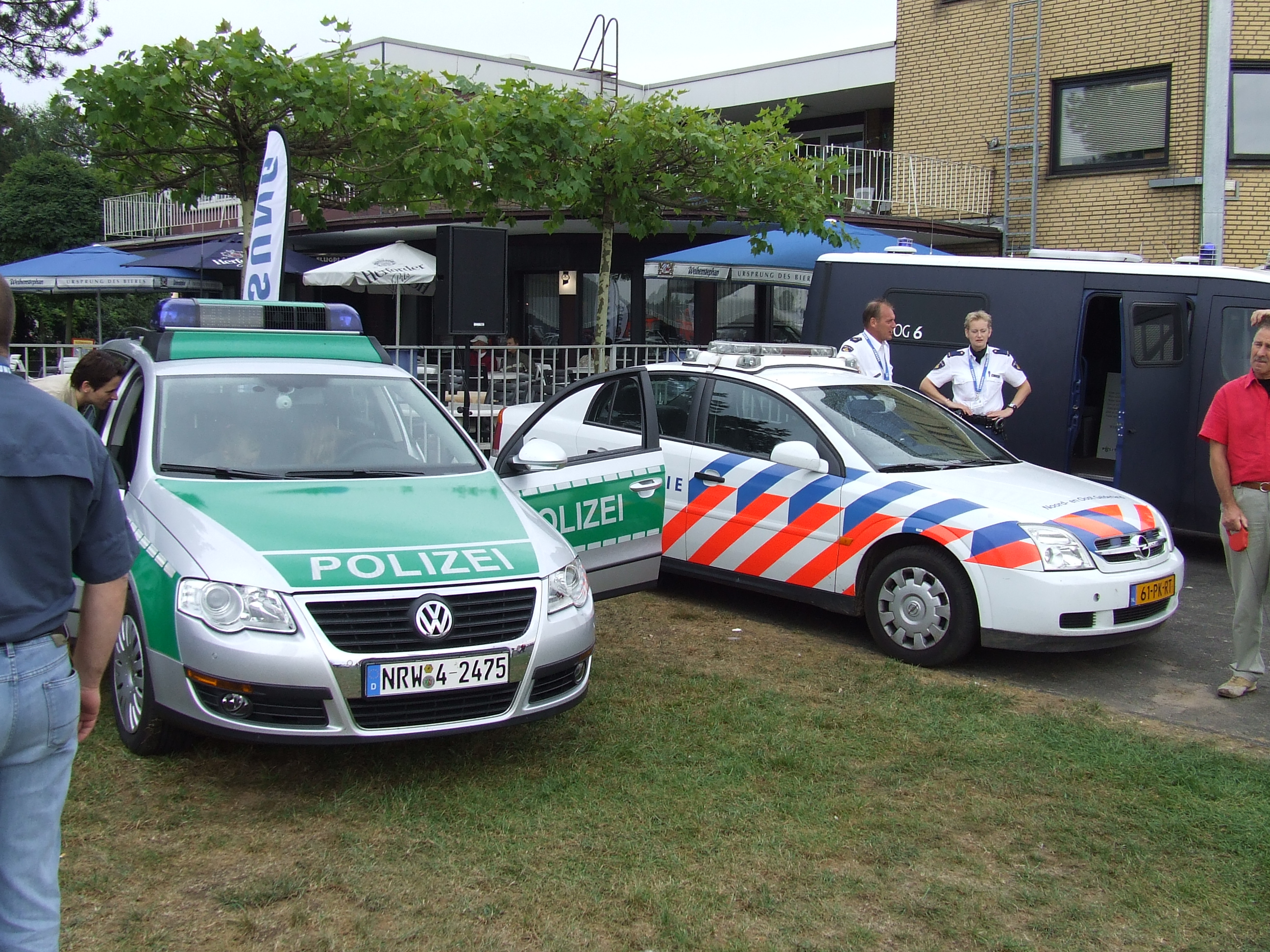
Een Duitse en Nederlandse politiewagen naast elkaar

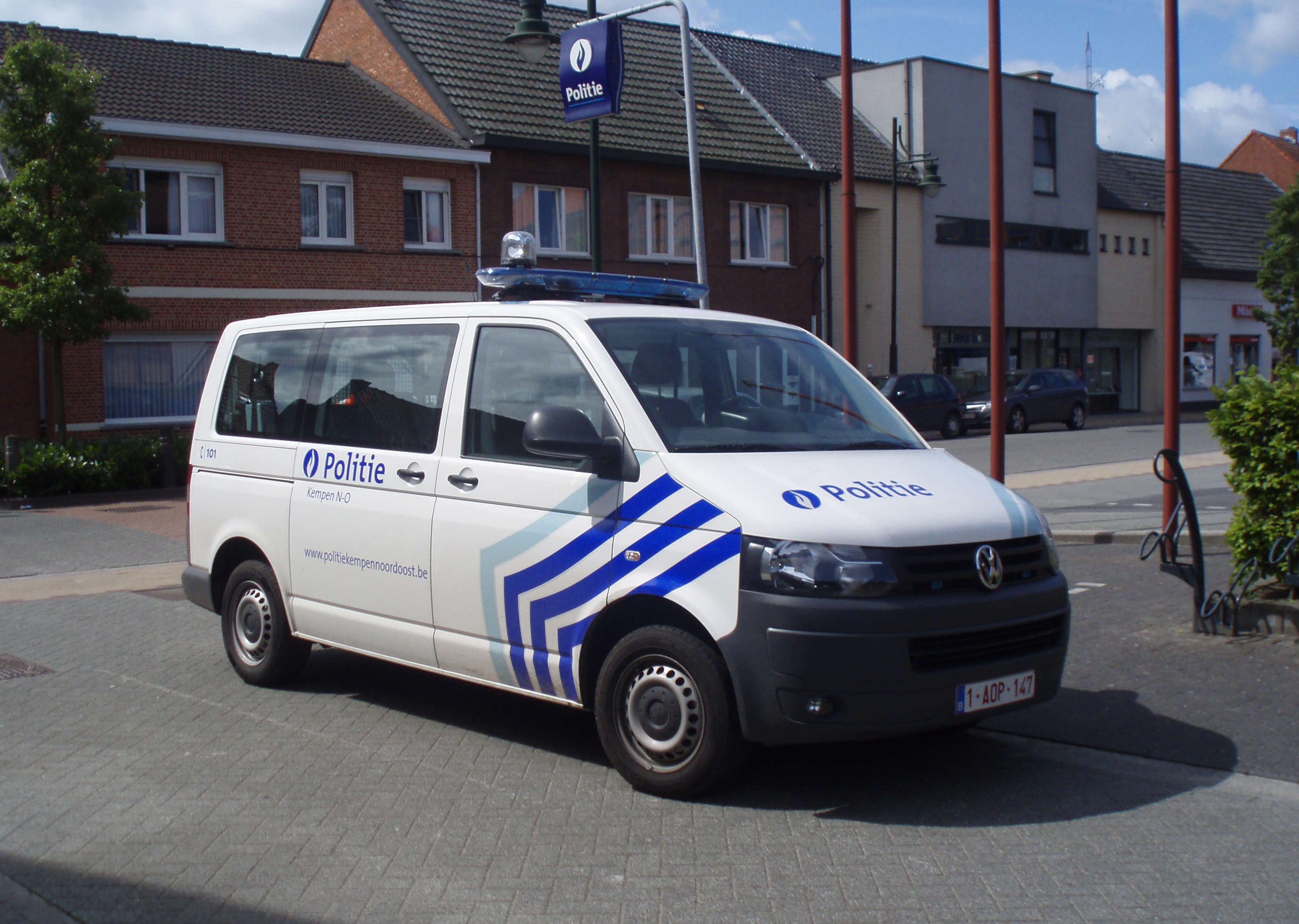
Een Belgische politiewagen

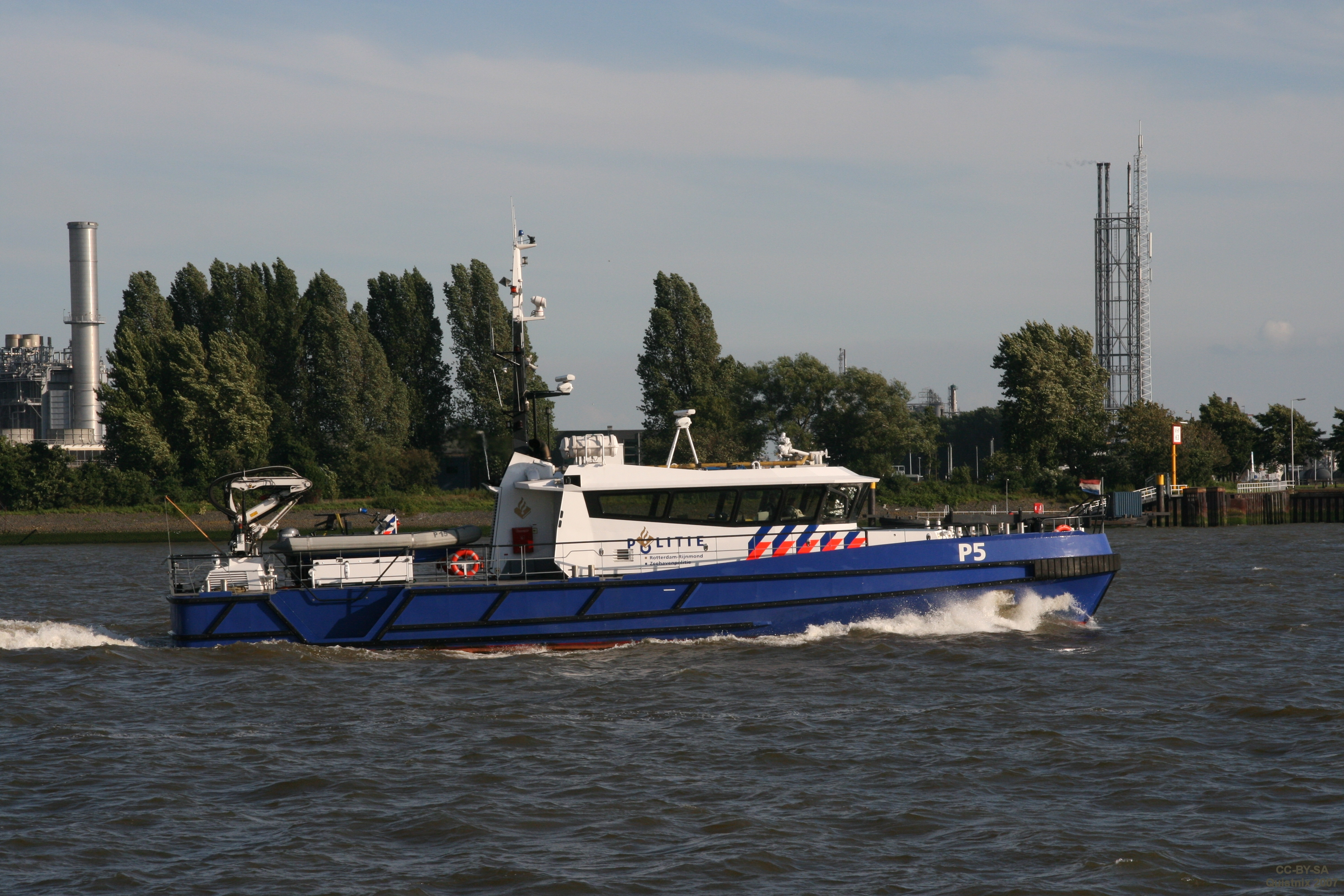
Politieboot in de haven van Rotterdam

De politie is een overheidsdienst belast met de handhaving van de openbare orde en veiligheid, het opsporen en onderzoeken van strafbare feiten, het verrichten van aanhoudingen, directe hulpverlening en verkeersregeling.
De politie heeft een bijzondere positie, omdat zij voor het uitvoeren van haar taak bepaalde verkeersregels mag overtreden en het recht heeft om (onder voorwaarden) geweld te gebruiken (zie 'Geweldsmonopolie') en wapens te dragen. De bevoegdheden van de politie zijn doorgaans beperkt tot een bepaald gebied (een 'jurisdictie').  
De organisatie en bevoegdheden van politiediensten kunnen per land (en soms per regio) verschillen. Hetzelfde geldt voor het imago van de politie onder de plaatselijke bevolking. In sommige landen hebben politiediensten een slecht imago door corruptie, discriminatie of (vermeend) excessief geweld. In autoritaire, ondemocratisch geregeerde landen kan de politie bovendien worden gebruikt als instrument van onderdrukking (zie 'Politiestaat').

## Nederland
In Europees Nederland is er een nationaal politiekorps dat bestaat uit een Landelijke Eenheid, tien Regionale Eenheden en een ondersteunende dienst in de vorm van een Politiedienstencentrum. De korpsleiding wordt ondersteund door de Staf Korpsleiding. In Caribisch Nederland is er het Korps Politie Caribisch Nederland.
De politie staat tijdens het handhaven van de openbare orde en bij uitvoering van de hulpverleningstaak onder het gezag van de burgemeester of gezaghebber. Wanneer de politie strafbare feiten opspoort en onderzoekt, staat zij onder het gezag van de officier van justitie of de gezamenlijke procureur-generaal van Curaçao, Sint Maarten en Caribisch Nederland.
De Koninklijke Marechaussee is een militaire organisatie en onderdeel van de Nederlandse krijgsmacht, maar kan vanwege haar civiele politietaken ook als politiekorps worden beschouwd.

## België
De Belgische politie is een geïntegreerde politie, gestructureerd op twee niveaus en staat onder het gezag van de minister van Binnenlandse Zaken en de minister van Justitie. De twee niveaus, een lokaal niveau bestaande uit 185 politiezones, waarvan 146 eengemeentezones en 39 meergemeentezones (lokale politie) en een federaal niveau (federale politie), kennen een autonome werking, maar zijn complementair en werken nauw samen.
Men spreekt van geïntegreerde politie door de opdrachten van basispolitiezorg (hoofdzakelijk lokale politie) en gespecialiseerde opdrachten (computercriminaliteit, laboratoria voor sporenonderzoeken ...). De federale politie levert naast deze gespecialiseerde hulp ook aanvullende hulp door het leveren van personeel tijdens evenementen zoals risicovolle voetbalwedstrijden, betogingen ... Het administratief statuut (rekrutering, opleiding, verloning ...) is het andere luik binnen de geïntegreerde politie.
De voogdijministers zijn de minister van Binnenlandse Zaken (voor wat bestuurlijke, administratieve politie betreft) en de minister van Justitie (voor wat gerechtelijke politie betreft).
De federale politie staat onder rechtstreeks toezicht van de beide voogdijministers. De lokale politiezones staan onder toezicht van de burgemeester (voor wat de politiezones betreft die uit één gemeente bestaan) of onder toezicht van een burgemeester-voorzitter voor de politiezones die uit meerdere gemeentes bestaan.
De korpschef staat in voor het dagelijks bestuur van de lokale politiezone. De commissaris-generaal voor het dagelijks bestuur van de federale politie.

## Internationale samenwerking
Bijna alle landen in de wereld zijn aangesloten bij Interpol, een organisatie die het uitwisselen van informatie faciliteert ten behoeve van het bestrijden van internationale misdaad. Daarnaast werken alle politiediensten van de EU-lidstaten samen via Europol.

## Bijnamen
In Nederland zijn er vele bijnamen voor politieagenten. Deze variëren van positief (Oom agent, de helpende hand, de sterke arm, (beste) kameraad) tot negatief (smeris, "Tuute", klabak, kip, juut, wout, platte pet, judas, popo, blauwe meetbuisjes, pit, kit, de joden). Veelal worden de negatieve benamingen door groepen jongeren of criminelen onderling gebruikt om elkaar te waarschuwen voor de politie. De politie als geheel wordt ook wel prinsemarij genoemd.
De bijnaam 'flik' kreeg een positieve bijklank dankzij de Vlaamse fictiereeks Flikken, waar het politiekorps van Gent voor het decor zorgde en de Nederlandse afleidingen daarvan, Flikken Maastricht en Flikken Rotterdam.